# Grays de Milwaukee
Les Grays de Milwaukee, (en anglais : Milwaukee Grays) également surnommés Milwaukee Cream Citys, sont une ancienne formation de Ligue majeure de baseball basée à Milwaukee (Wisconsin) qui évolua à ce niveau en 1878.

## Histoire
La création de la franchise fait suite à l'impossibilité pour la Ligue de se maintenir dans les villes de Saint-Louis, Hartford et Louisville. Sous la conduite du manager Jack Chapman, surnommé « Death to Flying Things », les Grays font leurs débuts le 1er mai 1878 avec une défaite 6-4 face aux Cincinnati Reds.
Parmi les principaux joueurs de la franchise, citons le champ gauche Abner Dalrymple (0,354 de moyenne au bâton), et le lanceur Sam Weaver (4e meilleure moyenne de points mérités de la Ligue avec 1,95).
Après la saison 1878 sanctionnée par une sixième et dernière place de classement pour les Grays, la franchise cesse ses activités. Les problèmes financiers étaient déjà criants depuis le mois d'août. Le dernier jour du mois, les joueurs, qui ne sont plus payés, décident de ne pas jouer. Tant bien que mal, les Grays parviennent à terminer la saison.
Le nom de cette franchise pose quelques problèmes. Officiellement, elle porte le nom de Milwaukee Cream Citys en référence à l'industrie laitière de la ville. À l'usage, c'est pourtant le nom de Grays qui s'impose. Les joueurs arboraient un maillot gris. Un troisième nom apparaît également dans certaines sources d'époque : Brewers de Milwaukee (Milwaukee Brewers), industrie locale de la bière oblige.

## Saison par saison
| Saison | Vic.-Déf. | Class. |
| ------ | --------- | ------ |
| 1878   | 15-45     | 6e     |